# Club Foot (песня)
«Club Foot» — песня английской инди-рок-группы Kasabian, представленная на их дебютном альбоме 2004 года Kasabian. Сингл был выпущен 17 мая 2004 года в Великобритании. Видеоклип для этой песни, снятый режиссером W.I.Z, посвящен чешскому студенту Яну Палаху, который в 1969 году поджег себя в знак протеста против советского вторжения в Чехословакию. Видео также ссылается на вмешательство советского правительства в венгерскую революцию 1956 года в клипе показан баннер с текстом на венгерском языке (Szabad Európa Rádió), который переводится как «Радио Свободная Европа / Радио Свобода».
В октябре 2011 года NME поместил его под номером 108 в свой список «150 лучших треков за последние 15 лет». Британский журнал New Musical Express включил данную композицию в свой список «500 величайших песен всех времён», разместив её в нём на 342-й позиции.

## Список треков

### CD
- PARADISE08

1. Club Foot — 2:52
2. Club Foot (Jagz Kooner Vocal Mix) — 4:53
3. Trash Can — 2:53
4. Sand Clit — 3:53

## Использование в других произведениях
Песня использовалась в различных фильмах, на телевидении, в видеоиграх и других постановках, включая некоторые из приведенных ниже:
- Видеоигра: «MLB 2K13» .
- Видеоигра: Демо-версия для игры на PS3 «Eight Days».
- Видеоигра: трейлер, введение и саундтрек к проекту «Tony Hawk’s Project 8».
- Видеоигра: Введение в «Pro Evolution Soccer 5».
- Видеоигра: «Midnight Club 3: DUB Edition» .
- Видеоигра: «Marc Eckō's Getting Up: Contents Under Pressure».
- Видеоигра: «Juiced».
- Видеоигра: «Rock Band DLC».
- Видеоигра: «SingStar Rocks!».
- Видеоигра: Введение в «WRC: Rally Evolved».
- Видеоигра: «Guitar Hero Live».
- Видеоигра: «Alan Wake’s American Nightmare».
- Телевидение: Футбол на Sky Sports.
- Телевидение: открывающая тема в мини-сериале «Прикуп», с Томом Харди в главной роли.
- Телевидение: «Тайны Смолвиля» сезон 4 эпизод под названием «Люси» .
- Телевидение: дважды используется в автомобильной программе BBC «Top Gear».
- Телевидение: третий сезон, серия 15, «CSI: Майами».
- Фильм: «Гол!».
- Фильм: «Спасатель» с Эштоном Катчером и Кевином Костнером в главных ролях.
- Фильм: «Судный день», режиссер Нил Маршалл.
- Фильм «Мальчики возвращаются» с Клайвом Оуэном в главной роли.
- Фильм: «Телохранитель» с Колином Фарреллом и Кирой Найтли в главных ролях.
- Трейлер фильма: «Хулиганы»
- Трейлер фильма: «13-й район» в главной роли Дэвид Белль.
- Трейлер фильма: Миссия «Серенити»

## Переиздания
«Club Foot» — переизданный сингл от Kasabian. Сингл вошел в UK Singles Chart под № 19 в 2004 году и под № 21 в 2005 году. В 2005 году песня также достигла 27-го места в US Modern Rock Tracks, той же позиции в том же чарте песня достигла 2011 году с единственной версией, содержащейся в альбоме Live!, записанном на Арене O2 в Лондоне 15 декабря 2011 года. Maxi CD включает в себя два новые «Б»-стороны и ремикс «Club Foot», а двухдорожечный CD содержит живую версию неальбомного трека «55».

### Список треков

#### Maxi CD
- PARADISE30

1. Club Foot — 2:51
2. The Duke — 3:35
3. Bang — 3:05
4. Club Foot (Jimmy Douglass Remix) — 3:21
5. CD-rom with Club Foot promo video + Club Foot Live @ Brixton Academy video

#### PARADISE29
1. Club Foot — 2:51
2. 55 (Live @ Brixton Academy) — 4:23

#### 10" Vinyl
- PARADISE31

1. Club Foot — 2:51
2. 55 (Live @ Brixton Academy) — 4:23
3. Club Foot (Jimmy Douglass Remix) — 3:21

#### Australian EP
- 82876659622

1. Club Foot — 2:51
2. Reason Is Treason — 3:44
3. Trash Can — 2:53

## Чарты
| Чарты(2004)      | Позиция |
| UK Singles Chart | 19      |

| Чарты(2005)           | Позиция |
| --------------------- | ------- |
| UK Singles Chart      | 21      |
| US Modern Rock Tracks | 27      |

| Чарты(2011)           | Позиция |
| --------------------- | ------- |
| US Modern Rock Tracks | 27      |